# Collégiale Saint-Patrocle de Soest
La collégiale Saint-Patrocle est une église catholique de Soest. Elle revêt une importance significative pour l'histoire de l'architecture, car elle représente le modèle de l'architecture romane de Westphalie. Elle est connue en allemand sous le nom de St. Patrokli-Dom bien qu'elle ne soit pas une cathédrale. Elle abrite les reliques de saint Patrocle de Troyes, dont la translation a eu lieu par Brunon de Cologne en 954, pour marquer le rang politique de la ville de Soest, alors deuxième en importance après Cologne. L'église est fondée comme collégiale avec un chapitre de chanoines au Xe siècle et qui demeure jusqu'à son abolition en 1812. La collégiale devient simple église paroissiale en 1823, dépendant du diocèse de Paderborn. Elle est promue au titre d'église prévôtale en 1859.

## Histoire

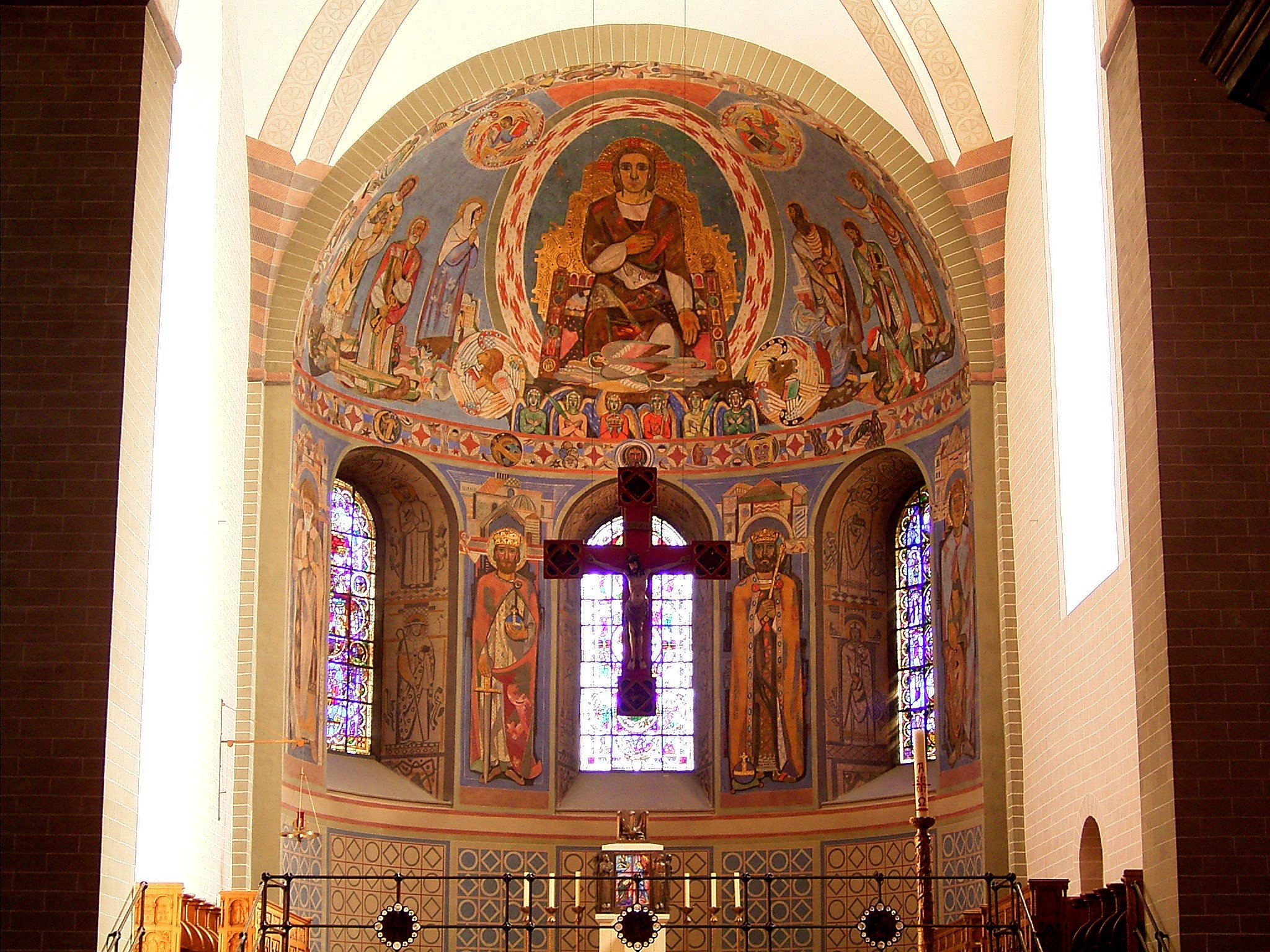
Vue de la fresque de l'abside, inspirée de la fresque médiévale originale.

L'église est construite à l'origine selon un plan basilical et dédiée d'abord à saint Étienne, comprenant deux tours, qui sont détruites par un incendie. Les traces de ses tours sont encore visibles aujourd'hui.
Sa masse imposante construite en grès est impressionnante, mais c'est surtout son énorme clocher de 80 mètres de hauteur que l'on remarque, avec ses quatre petites tourelles d'angle. Ce clocher est considéré par les historiens d'art comme l'un des plus beaux clocher roman d'Allemagne. Cette tour est d'ailleurs appelée familièrement la « tour de Westphalie » (Turm Westfalens), ce qui souligne encore sa singularité Le narthex spacieux avec une loggia est également remarquable. La tour appartient à la municipalité depuis le début du XIXe siècle. Elle servait alors d'armurerie ; c'est aujourd'hui le musée de l'église.
Les fresques de l'abside représentent le Christ Pantocrator peint par Peter Hecker en 1954, après que la fresque originale, l'une des plus anciennes et plus significatives de Westphalie, eut été détruite par les bombardements anglo-américains à la fin de la Seconde Guerre mondiale.
L'église originale, avec un westwerk monumental, est terminée avant l'an mille. Le westserk est reconstruit dans la première moitié du XIe siècle, après qu'un incendie eut détruit le premier édifice. Le chevalier Walther, frère d'Anno II, archevêque de Cologne, est enterré dans la crypte en 1075. C'est au cours de la troisième phase de la construction que sont érigées les ailes voûtées du transept, avec la chapelle Saint-André dans le bras nord. Le transept est agrandi et le westwerk  reconstruit avec aussi une crypte secondaire, une sacristie et un cloître attenant au transept sud. Le maître-autel est consacré le 11 juillet 1118 par l'archevêque Frédéric Ier. La chapelle Saint-Étienne est consacrée en 1149.
La quatrième phase de la construction voit l'édification d'une grande crypte, de l'abside et d'un chœur voûté. Un nouveau cloître est construit du côté oriental. Tout l'intérieur est recouvert de fresques. L'église est de nouveau consacrée en 1166 par l'archevêque Rainald de Dassel. Une partie du côté occidental est reconstruite à la fin du XIIe et au début du XIIIe siècle. L'ancien westwerk apparaît comme une partie de la nef, lorsque l'on ôte certains supports et que l'on installe une nouvelle voussure pour les dernières baies. Maître Sigefridus de Soest est l'auteur du somptueux reliquaire d'argent de saint Patrocle élaboré entre 1313 et 1340.

### Époque moderne

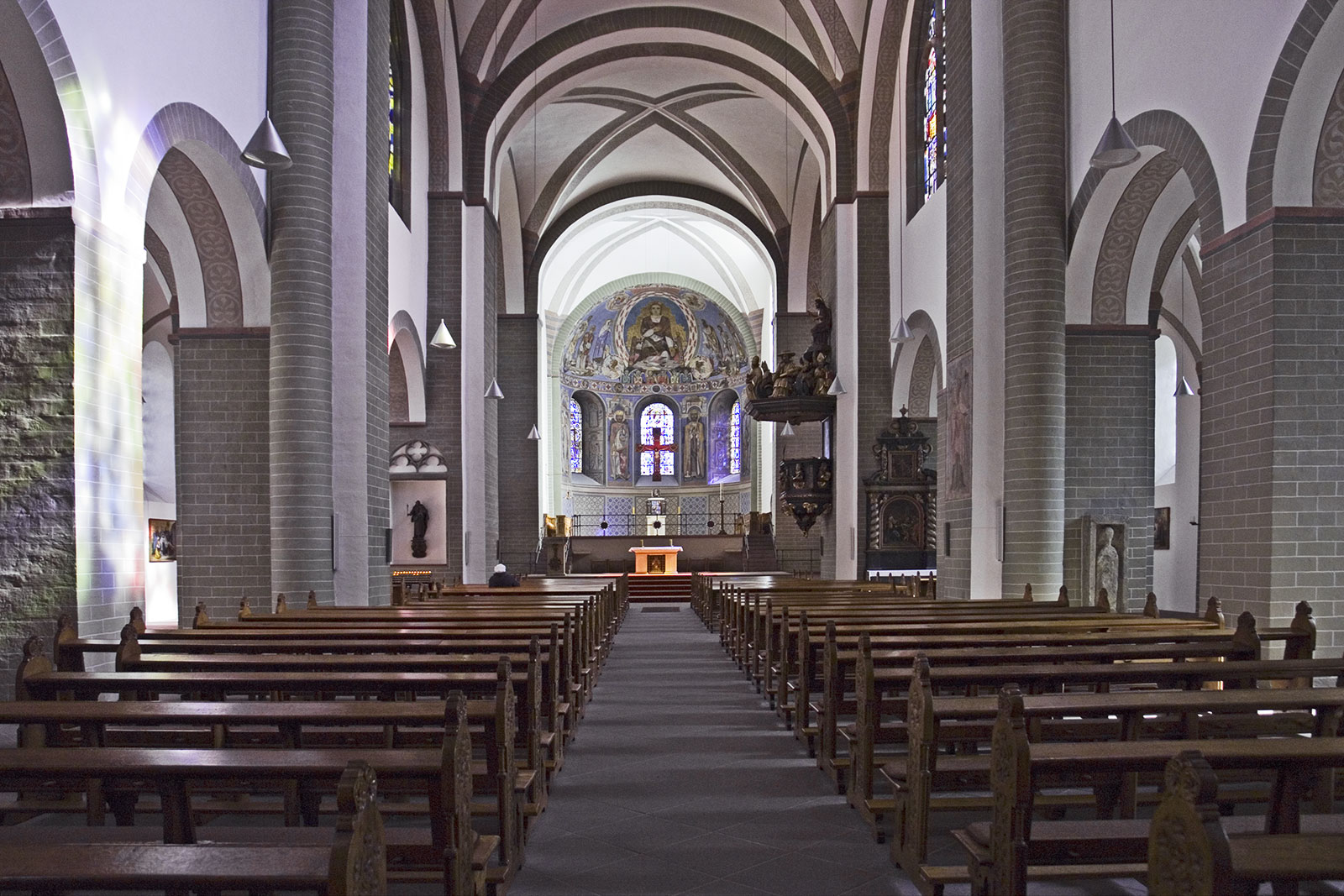
Vue de la nef.

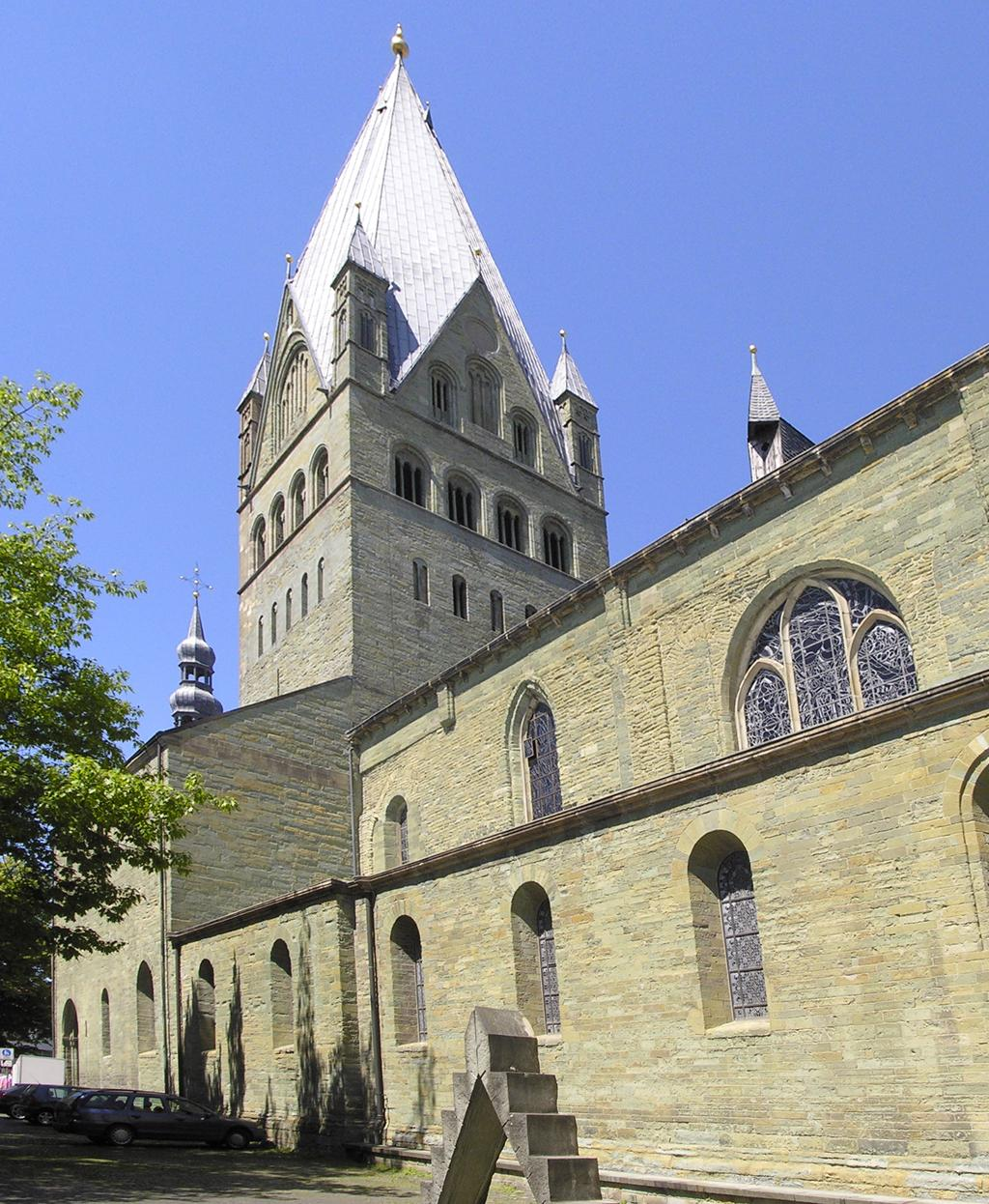
Côté Sud.

La crypte est détruite en 1817. Le côté nord du westwerk et ses voûtes sont gravement endommagés pendant une attaque aérienne américaine de 1944. Les bombardements de 1945 provoquent la disparition de l'orgue, la destruction de l'abside et de graves dommages à la flèche et aux voûtes. La reconstruction de l'église commence en 1949. Un nouveau maître-autel est consacré en 1954, et de nouvelles fresques sont prêtes la même année. Le cloître sud et le cloître est, ainsi que l'aile sud sont restaurés. Hans Kaiser est l'auteur des nouvelles fenêtres du westwerk et de la crypte secondaire.

## Source
- (de) Cet article est partiellement ou en totalité issu de l’article de Wikipédia en allemand intitulé « St.-Patrokli-Dom (Soest) » (voir la liste des auteurs).